# HD89192
HD89192 — хімічно пекулярна зоря спектрального класу A0, що має видиму зоряну величину в смузі V приблизно  6,8.
Вона  розташована на відстані близько 417,6 світлових років від Сонця.

## Пекулярний хімічний склад
Зоряна атмосфера HD89192 має підвищений вміст 
Cr
.